# 尾盛駅
尾盛駅（おもりえき）は、静岡県榛原郡川根本町犬間にある、大井川鐵道井川線の駅である。

## 歴史
当駅付近の大井川は接阻峡と称する急流であり、舟による資材輸送が不可能であったことから同線の敷設は当駅付近から関ノ沢を越えて閑蔵へ至る索道を敷設して行われた。また、井川ダム尾盛横坑の資材も同駅から供給された。そのため駅周辺にはこれらの建設関係者の宿舎である多数の飯場が存在した。最盛期であった1955年（昭和30年）ごろには17軒から18軒の飯場に約200人が住んでおり、小学校の分校も設置された。しかし、1957年（昭和32年）の井川ダム完成に伴って同駅付近は無人地帯となった。本来であればこのような駅は廃止されるはずだが、中部電力が大井川本流へダムを建設した際に川狩りができなくなることへの補償措置として各駅で木材搬出に協力する契約を結んでいたことから同駅は木材搬出のために存続することとなり廃止を免れた。同駅からの木材の積み出しは1970年（昭和45年）2月を最後に行われていないが、契約はその後も有効であったため廃止されることなく存続している。
- 1954年（昭和29年）4月1日 -  中部電力専用鉄道の駅として開業[1][2]。
- 1959年（昭和34年）8月1日：大井川鐵道が中部電力専用鉄道を引き継ぎ、大井川鐵道井川線の駅となる[2]。
- 2014年（平成26年）9月2日：閑蔵駅の約600メートル南側で崩土のため、当駅を含む接岨峡温泉 - 井川間が運休。
- 2017年（平成29年）3月11日：接岨峡温泉 - 井川間が復旧[5]。

## 駅構造
単式1面1線のホームを持つ地上駅。旅客用ホームは枕木を並べ、砂を盛り上げたもので、白線などはない。旅客用ホームの反対側に廃ホームがあり、廃ホーム上には熊出没時の避難小屋を兼ねた保線員詰所（詳細は後述）がある。保線小屋の横に『タヌキ物語　第7話　おもりの森に帰る』の説明看板と信楽焼のタヌキ2体が設置されている。

## 利用状況
2008年度の年間乗降客数は574人である。周辺に民家などは存在しないため、降車客は基本的に観光客や鉄道ファンが中心である。僅かながら、林業関係者の利用もある。

## 駅周辺
前述の経緯から駅周辺に民家は全くなく、駅に通じる公道も存在しないため秘境駅としても知られている。
かつては主に旧公道を再利用した、接岨峡温泉駅からの遊歩道があったが、崩落箇所が多くあるため廃道となっている。
- 大井川

## 付記

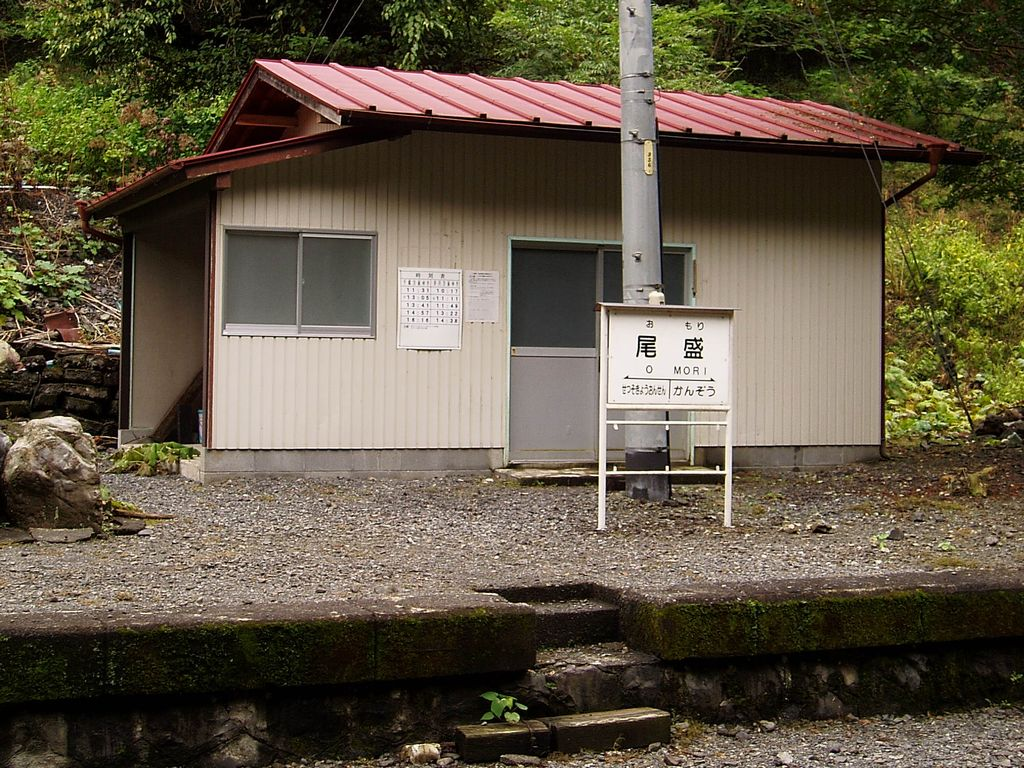
保線小屋（2007年10月）

- 2009年5月と2010年秋、駅近辺に熊が出没したため下車禁止となった。これ以降、かつては立ち入り禁止で施錠されていたホームの保線小屋を、熊からの避難用スペースとして一般人が入れるようにした。
- 2009年12月7日から2010年2月28日まで、接岨峡温泉駅と閑蔵駅の間は工事のため列車代行バスによる輸送が行なわれたが、当駅は前述の通り駅周辺に道路がないため、当駅の代わりとなる代行バスの停留所は設置されなかった[7]。このため、工事期間中は実質的に営業休止となった。
- 当駅 - 閑蔵間には、日本一高い鉄道橋である関の沢橋梁がある。

## 隣の駅
大井川鐵道
■井川線
接岨峡温泉駅 - 尾盛駅 - 閑蔵駅